# Sylvia Haymon
Sylvia Haymon, née le 17 octobre 1917 à Norwich, dans le Norfolk, en Angleterre et morte en octobre 1995, est une femme de lettres britannique, auteure de littérature d'enfance et de jeunesse et de roman policier. Elle signe S. T. Haymon ses romans policiers.

## Biographie
Elle fait des études qu'elle n'achève pas à la London School of Economics. Pendant la Seconde Guerre mondiale, elle travaille aux États-Unis, comme employée dans un magasin de jouets de New York. Elle revient en Angleterre en 1947. Elle devient pigiste pour différents journaux, notamment The Lady (en), The Times et Punch.
À la fin des années 1960, elle écrit quelques livres pour enfants. En 1980, elle publie son premier roman policier, Nuit blanche pour vierge noire (Death and the Pregnant Virgin) qu'elle signe S. T. Haymon. Elle y crée le personnage de l'inspecteur Ben Jurnet, héros de huit romans. Pour le deuxième, Un enfant de chœur a disparu (Ritual Murder) publié en 1982, elle est lauréate du Silver Dagger.
Très attachée à sa région natale, elle écrit des articles et ouvrages sur Norwich et ses environs, dont Norwich en 1973 et deux volumes d'une autobiographie circonscrite à ses années d'enfance et de jeunesse.

## Œuvre

### Romans

#### SérieBen Jurnet
- Death and the Pregnant Virgin (1980) Publié en français sous le titre Nuit blanche pour vierge noire, Paris, Éditions Liana Levi, coll. « À corps et à crime » (1998)  (ISBN 2-86746-188-X)
- Ritual Murder (1982) Publié en français sous le titre Un enfant de chœur a disparu, Paris, Éditions Liana Levi, coll. « À corps et à crime » (1998)  (ISBN 2-86746-198-7)
- Stately Homicide (1984) Publié en français sous le titre Méfiez-vous des natures mortes, Paris, Éditions Liana Levi, coll. « À corps et à crime » (1999)  (ISBN 2-86746-215-0)
- Death of a God (1987) Publié en français sous le titre Meurtre on the rock, Paris, Éditions Liana Levi, coll. « À corps et à crime » (2000)  (ISBN 2-86746-234-7)
- A Very Particular Murder (1989)
- Death of a Warrior Queen (1991)
- A Beautiful Death (1993)
- Death of a Hero (1996)

### Littérature d'enfance et de jeunesse
Liste non exhaustive
- The Loyal Traitor (en): A Story of Kett's Rebellion (1965)
- Bonnie Prince Charlie (1969)
- King Monmouth (1970)

### Autobiographie
- Opposite the Cross Keys : An East Anglian Chilhood (1988)
- The Quivering Tree: An East Anglian Chilhood (1990)

### Autres ouvrages
- Television and Radio as a Career (1963)
- Norwich (1973)
- Family Festivals of the Christian Church (1988)

## Prix et distinctions
- Silver Dagger 1982 pour Un enfant de chœur a disparu (Ritual Murder)

## Sources
: document utilisé comme source pour la rédaction de cet article.
- Claude Mesplède (dir.), Dictionnaire des littératures policières, vol. 1 : A - I, Nantes, Joseph K, coll. « Temps noir », 2007, 1054 p. (ISBN 978-2-910-68644-4, OCLC 315873251), p. 945